# 千谷沢村
千谷沢村（ちやざわむら）は新潟県刈羽郡にあった村である。旧小国町と旧越路町に分割して編入されたが、現在は双方とも長岡市に編入されている。
テレビ番組『笑点』で同村出身の落語家の林家こん平が「チャーザー村」と呼んでいたのはこの千谷沢村のことである。

## 地理
新潟県中越地方に属し、信濃川の西を北流する支流渋海川のつくる小国盆地の北端に位置する。渋海川をはさんで、東側を丸山 (372 m)、西側は八石山 (514 m) に連なるなだらかな山並に囲まれ、南側の小国盆地を中心に水稲栽培が盛んに行われる。

## 歴史
元は南隣の小国盆地の各村とともに刈羽郡に属する村であったが、1957年（昭和32年）に分割され、渋海川右岸の区域は小国町へ、左岸の区域は郡境を越えて三島郡の越路町に編入され、小国町・越路町の双方で大字千谷沢が編成された。
2005年（平成17年）に小国町と越路町がともに長岡市に編入され、再び同一の自治体に属することになったが、旧小国町の区域では大字名に「小国町」を冠することとしたため、旧越路町の「千谷沢」と旧小国町の「小国町千谷沢」とが併存している。

### 沿革
- 1889年（明治22年）4月1日 - 千谷沢村、上新田村、下新田村が合併し、千谷沢村誕生。
- 1957年（昭和32年）7月5日 - 千谷沢村が分割し、それぞれが周辺の町と合併する[2]。
  - 千谷沢村の原小屋、千谷沢、鷺ノ島が刈羽郡小国町の一部となる。
  - 千谷沢村の菅沼、小坂、袴沢が三島郡越路町の一部となる。
- 2005年（平成17年）4月1日 - 小国町と越路町が長岡市に編入される[3]。

## 出身有名人
- 林家こん平（落語家、現在の小国地区出身）[1]